# Ammar Jemal
Ammar Jemal (Sousse, 20 de abril de 1987) é um futebolista profissional tunisiano que atua como defensor.

## Carreira
Ammar Jemal representou o elenco da Seleção Tunisiana de Futebol no Campeonato Africano das Nações de 2012.